# 浜畑賢吉
浜畑 賢吉（はまはた けんきち、1942年〈昭和17年〉10月29日 - 2024年〈令和6年〉7月2日）は、日本の俳優。大阪芸術大学教授・舞台芸術学科長。
妻は上村香子。うたた賢は実弟。オフィス・ミヤモト所属。

## 来歴
東京都出身。東京都立広尾高等学校卒業、東海大学工学部機械工学科中退。
劇団俳優座養成所第15期の出身。養成所修了後の1966年、劇団四季に入団。
1968年のテレビドラマ『進め!青春』で新米教師・高木進役を演じて当たり役となる。
第一生命ホールで上演された『カナマゾフの兄弟』で初舞台を踏み、日生劇場などで上演された『コーラスライン』は、1979年の初演以来、主人公のザック役として800回以上にわたって出演した。
1994年、四季を退団して独立。
俳優業に留まらずミュージカルやオペラの演出も務めるほか、2004年には大阪芸術大学教授・舞台芸術学科長に就任した。
2024年7月2日、前立腺癌のため死去。81歳没。

## 人物
- 趣味として日本書票協会会員、サバンナクラブ顧問、パンダ保護協会評議員も務めている。日本ペンクラブ会員。
- 先祖は薩摩藩の貿易商であった浜崎太平次で、大久保利通と親しかったという[3]。

## 出演

### 映画
- 新選組（1969年12月5日、三船プロ / 東宝） - 隊士
- 宮本武蔵（1973年7月14日、松竹） - 細川忠利
- 南京の真実 第一部・七人の死刑囚（2008年1月25日、チャンネル桜エンタテインメント） - 松井石根
- 私たちは忘れない　―感謝と祈りと誇りを―（2009年、日本会議・英霊にこたえる会） - ナレーション
- 道しるべ（2015年6月13日） - 志村 役[4]
- 大芸大に進路を取れ（2016年）

### テレビドラマ
- 進め!青春（1968年10月 - 12月、NTV） - 高木進
- 三匹の侍 第6シリーズ 第19話「女が待っている」（1969年、CX） - 長次郎
- 新平四郎危機一発（1969年10月 - 1970年3月、TBS）第15話〜第25話 - 九条平四郎 ※ 宝田明と主演交代
- 大河ドラマ（NHK）
  - 天と地と（1969年） - 武田信繁
  - 国盗り物語（1973年） - 朝倉義景
  - 勝海舟（1974年） - 益満休之助
  - 黄金の日日（1978年） - 吉川経家
  - 秀吉（1996年） - 細川藤孝
- 東京バイパス指令 第56話「狙われた刑事」（1969年11月28日、NTV）
- 水戸黄門（TBS / C.A.L）
  - 第1部 第18話「じゃじゃ馬ならし -津山-」（1969年12月1日） - 弦太郎
  - 第10部 第1話「おあずけ食った結婚式 -江戸-」（1979年8月13日） - 徳川綱吉
  - 第25部  第27話「父を殺した男の真実 -高田-」（1997年6月30日） - 秋月庄太夫
  - 第26部 第24話「秘伝を盗んだ御老公 -関-」（1998年8月3日） - 六平
- 東芝日曜劇場 第702回「夫唱婦和」（1970年5月24日、RKB）
- 男は度胸[5]（1970年10月 - 1971年10月、NHK）
- 女人平家（1971年10月 - 1972年2月、ABC） - 大江広元
- 楡家の人びと（1972年4月 - 6月、NHK）
- 紫頭巾（1972年4月 - 9月、12ch） - 狩田秀麿（紫頭巾）
- うなぎのぼり鯉のぼり（1972年4月 - 7月、NET）
- 二人の素浪人（1972年9月 - 1973年1月、CX） - 柴源之進
- おとこ鷹（1972年10月 -12月、KTV）
- 勝海舟（1972年12月31日、KTV）
- 銀河テレビ小説 / 波の塔（1973年4月14日 - 5月11日、NHK） - 小野木喬夫
- われら青春! 第15話「先生の手が握りたい!!」（1974年7月14日、NTV）
- 丹下左膳（1974年10月 - 11月、YTV） - 諏訪栄三郎 ※ 高橋幸治版
- 座頭市物語 第15話「めんない鴉の祭り唄」（1975年1月23日、CX） - 伊太郎
- 夜明けの刑事 第28話「二人の女と結婚すれば…」（1975年4月16日、TBS）
- 宮本武蔵（1975年10月 - 1976年3月、KTV） - 佐々木小次郎
- 必殺シリーズ（ABC / 松竹）
  - 必殺必中仕事屋稼業 第24話「知られて勝負」（1975年6月13日） - 伊八
  - 必殺仕業人 第28話「あんたこの結果をどう思う」（1976年7月23日） - 土屋小十郎
  - 必殺からくり人・血風編（1976年10月 - 1977年1月） - 直次郎
- 俺たちの旅 第42話「男は生きがいをもとめるものです」（1976年8月29日、NTV） - 矢島啓一
- 太陽にほえろ!（NTV / 東宝）
  - 第261話「偽証」（1977年7月22日） - 岩城創（ロッキー）の兄・岩城雅也
  - 第383話「兄貴」（1979年11月30日） - 同
- 吉宗評判記 暴れん坊将軍（1978年 - 1982年、ANB） - 山下幸内(第1話〜第30話)
- ザ・サスペンス / ガラスの絆〜人工受精殺人事件（1983年、TBS）
- 火曜サスペンス劇場 （NTV）
  - 車内禁煙殺人事件（1984年）
  - 女からの眺め（1987年） - 平田部長
  - 追跡（1997年） - 三上邦夫[6]
- 長七郎江戸日記スペシャル 「長七郎立つ!江戸城の対決」（1984年、NTV）
- NHK特集 / ザ・ディ その日（1985年4月1日、NHK）
- ゆっくりおダイエット（1994年6月 - 7月、NHK） - 倉橋五郎
- 土曜ワイド劇場 / 事件シリーズ（ANB）
  - 第4シリーズ「生命維持装置を切った女!」（1996年）
  - 第8シリーズ「姑を殺した女!」（2000年）
- 大岡越前 第15部 第18話「消えた財布」（1999年1月18日、TBS / C.A.L） - 伝七
- 蒼天の夢（2000年1月1日、NHK） - 杉百合之助
- 探偵オブマイハート（2005年10月 - 12月、KBS京都）
- 遥かなる絆（2009年4月 - 5月、NHK）
- 風に向って走れ!〜芸大女子駅伝部〜（2010年5月、ABC） - 今宮賢吉

### その他のテレビ番組
- 司馬遼太郎「アメリカ素描」を行く（2003年1月4日、NHK） - 朗読[7]
- 23時ショー「夜の美女ヌルヌル大会」（NET）
- おしゃべり人物伝（NHK）
- 爆笑!!浜畑賢吉の夫婦円満テレショップ（夫婦で司会）
- いい旅・夢気分（テレビ東京）
- 土曜スペシャル（テレビ東京）

### ラジオ番組
- おはようジョッキー（1978年 - 1982年、NHKラジオ第1）
- あなたと旅と音楽と（TBSラジオ）
- ビクターオーディオサロン「ザ・ミュージック」（1981年前後、エフエム東京〈現：TOKYO FM〉。スポンサーは日本ビクター〈現：JVCケンウッド〉）

### 舞台
- 「カラマーゾフの兄弟」(1966年)アリョーシャ　第一生命ホール
- 「若き獅子たちの伝説」(1967年)（石原慎太郎作）日生劇場
- 「アンチゴーヌ」(1967年)エモン　日生劇場
- 「チボー家の人々」(1968年)ジャックチボー　日生劇場
- 「幻影の城」(1969年)足利義正役（石原慎太郎作）国立
- 「トロイ戦争は起こらないだろう」(1969年)日生劇場
- 「間奏曲」(1973年)日生劇場
- 「エレクトル」(1973年)日生劇場
- 「日曜はダメよ」(1974年)日生劇場
- 「道化師の唄」帝劇（森繁久弥との舞台初共演）
- 「お吟さま」(1975年)南座（八千草薫・坂東三津五郎と共演）
- 「暗くなるまで待って」(1975年)パルコ
- 「アプローズ」(1976年)（越路吹雪と共演）日生劇場
- 「無縁坂の人」(1976年)三越劇場（岡田茉利子と共演）
- 「汚れた手」(1977年)パルコ
- 「津軽三味線流れ節」(1977年)帝劇（山田五十鈴・三橋美智也と共演）
- 「ヴェニスの商人」(1977年)日生劇場
- 「貴船川」(1978年)三越劇場
- 「桜の園」(1978年)日生劇場
- 「ひばり」(1978年)日生劇場
- 「北国慕情」(1978年)名鉄ホール
- 「コーラスライン」(1979年)初演日生劇場
- 「幻の殺人者」(1981年)日生劇場
- 「異母兄弟」(1981年)芸術座
- 「昔も今も」(1981年)芸術座
- 「アプローズ」(1982年)（前田美波里と共演）
- 「ハムレット」(1982年)日生劇場レアティーズ
- 「桜の園」(1983年)日生劇場
- 「キャッツ」(1983年)初演新宿
- 「ゴールデンポンドのほとり」(1984年)初演アトリエ座
- 「建礼門院」(1985年)知盛役・日生劇場
- 「ロミオとジュリエット」(1986年)青山・演出補
- 「鹿鳴館」(1987年)梅田コマ
- 「浪花かんざし」(1989年)梅田コマ（川中美幸公演）
- 「不知火お雪の旅暦」(1990年)梅田コマ（八代亜紀公演）
- 「エルリック・コスモスの239時間」(1991年)日生劇場 - ストーン博士 役
- 「冬の椿」(1993年)芸術座
- 「向島物語」(1994年)芸術座
- 「女たちの忠臣蔵」(1994年)飛天
- 「二人でお茶を」博品館
- 「スカーレット」(1996年)帝劇
- 「美女と野獣」(1996年)コクスワース
- 「雨月物語」(1997年)国立
- 「花影の花」(1997年)帝劇
- 「出雲の阿国」(1998年)明治座
- 「マカロニ金融」(1998年)NLT
- 「花の情」(1998年)明治座

- ミュージカル『ジキル&ハイド』（2001年・2003年・2005年・2007年） - ダンヴァース卿 役
- ミュージカル『コーラスライン』
- ミュージカル『ラ・マンチャの男』95年から
- ミュージカル『マイ・フェア・レディ』（1999年・2002年・2004年） - ピッカリング大佐 役
- エデンの東
- 赤毛のアン
- ビューティフル・ゲーム
- 「チャーリーはどこだ?」(2003年)
- 「暴れん坊将軍」(2004年)
- ミュージカル『タイタニック』（2007年・2009年） - ウォーレス・ハートリー 役
- ミュージカル『サンセット大通り』（2012年） - セシル・B・デミル 役

- 「天翔ける風に」クリエ

- 「お江戸みやげ」
- 「ショウ・ボート」富山・アンディー船長
- 「マクベス」ピッコロ・ダンカン王 ほか多数

### 吹き替え
- マクベス（1985年2月17日・NHK版） - マルカム 役（ジェームズ・ヘイズルダイン）
- 恋のオリエント急行（1986年8月23日・NHK版） - アレックス 役（スチュアート・ウィルソン）

### CM
- エスエス製薬 ネーブル（妻・上村香子と共演）
- サントリー ザ・プレミアム・モルツ 父の日編（木村拓哉と共演）
- アサヒ緑健 太陽と緑の健やかタイム・人生の切符「緑効青汁」（テレビショッピング）（2008年～）（妻・上村香子と共演）

## 著書
- 『おはよう交遊録』（1982年、講談社）ISBN 4-06-200084-9
- 『役者語・にほん語・外来語』（1987年、フリープレスサービス） ISBN 4-7952-8184-X
- 『ぼっけもん走る』（1995年4月、日本放送出版協会）ISBN 4-14-005211-2
- 『戦場の天使』（2003年、角川春樹事務所）、 ISBN 4-7584-1016-X
- 『舞台に生きる―誰にでもわかる演劇・ミュージカルの話』（2012年6月、作品社）ISBN 4-8618-2386-2
- 『コラケンボウ』（2017年6月、田畑書店）ISBN 4-8038-0343-9

## レコード
- 「進め!青春／走れ、ゴーゴー」（1968年、キングレコード、BS-908）